# Shennanton House
Shennanton House ist eine Villa nahe der schottischen Ortschaft Kirkcowan in der Council Area Dumfries and Galloway. 1987 wurde das Bauwerk in die schottischen Denkmallisten in der höchsten Denkmalkategorie A aufgenommen.

## Beschreibung
Die Villa entstand 1908 nach einem Entwurf des Glasgower Architekten Henry Edward Clifford. Sie liegt isoliert in einer dünnbesiedelten Region rund drei Kilometer nordöstlich von Kirkcowan unweit des rechten Ufers des Bladnoch. Die tudorgotische Ausgestaltung ist stilistisch an zeitgenössische englische Landvillen angelehnt und nur selten in Südwestschottland anzutreffen.
Das Gebäude weist grob einen U-förmigen Grundriss auf und ist unsymmetrisch aufgebaut. Das Sichtmauerwerk besteht aus bearbeitetem Bruchstein, den polierte Natursteinfassaden an den hervorspringenden Gebäudeteilen kontrastieren. Natursteinfaschen fassen die meist mit Pfosten gestalteten kleinteiligen Sprossenfenster ein. Eine kurze Vortreppe führt zu dem Hauptportal. Dieses befindet sich an einem vorspringenden Gebäudeteil mit abschließender Zinnenbrüstung. Wuchtige, abgekaffte Strebepfeiler flankieren das Rundbogenportal. Die Dächer sind mit rotem Ziegel eingedeckt. Der Innenraum ist mit aufwändigen Holzarbeiten ausgestaltet. Während meist Kiefernholz verwendet wurde, ist ein Raum mit Mahagoniholz gestaltet. Hervorzuheben ist der Billardraum in einem flachen Flügel mit seinem bemerkenswerten offenen Kamin. Um 1990 wurde die Villa in mehrere Wohneinheiten untergliedert.